# Liste des évêques de Covington
Liste des évêques du diocèse de Covington (en latin: Dioecesis Covingtonensis). Le diocèse de Covington dans le (Kentucky) est érigé le 29 juillet 1853, par détachement de celui de Louisville.

## Évêques
- 23 juillet 1853-† 25 septembre 1868 : George A. Carrell (George Aloysius Carrell), jésuite
- 24 septembre 1869-† 2 mai 1884 : Augustus Toebbe (Augustus Maria Bernard Anthony John Gebhard Toebbe)
- 1er octobre 1884-† 11 mai 1915 : Camillus P. Maes (Camillus Paul Maes)
- 29 novembre 1915-12 mars 1923 : Ferdinand Brossart
- 26 mars 1923-† 18 janvier 1944 : Francis W. Howard (Francis William Howard)
- 18 novembre 1944-† 1er juin 1959 : William T. Mulloy (William Théodore Mulloy)
- 4 avril 1960-28 novembre 1978 : Richard H. Ackerman (Richard Henry Ackerman)
- 13 avril 1979-4 juillet 1995 : William A. Hughes (William Anthony Hughes)
- 5 janvier 1996-15 décembre 2001 : Robert W. Muench (Robert William Muench)
- 31 mai 2002-13 juillet 2021 : Roger J. Foys (Roger Joseph Foys)
- depuis le 13 juillet 2021 : John C. Iffert (John Curtis Iffert)

## Sources
- Annuaire pontifical, sur le site http://www.catholic-hierarchy.org, à la page